# Прохладная (станция)
Прохла́дная — узловая железнодорожная станция Минераловодского региона Северо-Кавказской железной дороги, находящаяся в городе Прохладном Кабардино-Балкарской республики.

## Описание
На станции Прохладная заканчивается двухпутный электрифицированный участок железной дороги от Ростова, далее электрификация на однопутном участке в сторону Котляревской  тупиковых станций Нальчик и Владикавказ, а также до станций Назрань и Моздок. На станции имеют остановку все проходящие пригородные поезда и поезда дальнего следования. На территории  станции находится цех эксплуатации депо Прохладная  локомотивного депо Минеральные Воды. Производится смена локомотивов у поездов дальнего следования.

## Пассажирское сообщение по станции

### Направления поездов дальнего следования
| Страна               | Пункт назначения |
| -------------------- | --- |
| Российская Федерация | Адлер, Анапа, Владикавказ, Грозный, Махачкала, Минеральные Воды, Москва-Казанская, Москва-Павелецкая, Назрань, Нальчик, Новороссийск, Санкт-Петербург |

### Направления поездов пригородного сообщения
| Страна               | Пункт назначения              |
| -------------------- | ----------------------------- |
| Российская Федерация | Владикавказ, Минеральные Воды |

По состоянию на июнь 2024 года по станции курсируют следующие поезда пригородного сообщения:
| Пригородное сообщение | Пригородное сообщение          | Пригородное сообщение | Пригородное сообщение          |
| № поезда              | Маршрут движения               | № поезда              | Маршрут движения               |
| --------------------- | ------------------------------ | --------------------- | ------------------------------ |
| 6439/6407             | Владикавказ — Минеральные Воды | 6408/6440             | Минеральные Воды — Владикавказ |

По состоянию на июнь 2024 года по станции курсируют следующие поезда дальнего следования:
| Дальнее следование               | Дальнее следование               | Дальнее следование               | Дальнее следование               |
| № поезда                         | Маршрут движения                 | № поезда                         | Маршрут движения                 |
| Круглогодичное обращение поездов | Круглогодичное обращение поездов | Круглогодичное обращение поездов | Круглогодичное обращение поездов |
| -------------------------------- | -------------------------------- | -------------------------------- | -------------------------------- |
| 33 «Осетия»                      | Владикавказ — Москва             | 34 «Осетия»                      | Москва — Владикавказ             |
| 61 «Эльбрус»                     | Нальчик — Москва                 | 62 «Эльбрус»                     | Москва — Нальчик                 |
| 135                              | Махачкала — Санкт-Петербург      | 136                              | Санкт-Петербург — Махачкала      |
| 145 «Ингушетия»                  | Назрань — Москва                 | 146 «Ингушетия»                  | Москва — Назрань                 |
| 251                              | Владикавказ — Санкт-Петербург    | 252                              | Санкт-Петербург — Владикавказ    |
| 261                              | Махачкала — Ростов-на-Дону       | 262                              | Ростов-на-Дону — Махачкала       |
| 333                              | Владикавказ — Минеральные Воды   | 334                              | Минеральные Воды — Владикавказ   |
| 361                              | Нальчик — Минеральные Воды       | 362                              | Минеральные Воды — Нальчик       |
| 381                              | Грозный — Москва                 | 382                              | Москва — Грозный                 |
| 617                              | Владикавказ — Новороссийск       | 618                              | Новороссийск — Владикавказ       |
| 629                              | Владикавказ — Адлер              | 630                              | Адлер — Владикавказ              |
| Сезонное обращение поездов       |                                  |                                  |                                  |
| 657                              | Владикавказ — Анапа              | 658                              | Анапа — Владикавказ              |
| 691                              | Нальчик — Прохладная             | 692                              | Прохладная — Нальчик             |
| 695                              | Владикавказ — Прохладная         | 696                              | Прохладная — Владикавказ         |

## Известные события
13 декабря 1917 года на станции был убит глава Временного Терско-Дагестанского правительства Михаил Караулов.